# The Rough and Rynge
The Rough and Rynge är det fjärde studioalbumet av Christian Kjellvander, utgivet i november 2010. Skivan spelades in på Rynge slott mellan 25 och 28 juli samma år.
The Rough and Rynge mottog väldigt goda recensioner.

## Låtlista
Alla låtar är skrivna av Christian Kjellvander
1. "Transatlantic" - 4:01
2. "Bad Hurtin'" - 3:01
3. "Freighter Boat Blue" - 3:00
4. "Slow Walk in the Country" - 5:00
5. "Blue Tit/Red Kite" - 5:19
6. "The Truth" - 3:59
7. "Garden River" - 4:58
8. "Oregon Coast" - 3:24
9. "Long Distance Runner" - 6:24
10. "Death (the Great Tradition)" - 3:26

## Medverkande musiker
- Tias Carlson - gitarr
- Andreas Ejnarsson - bas och orgel
- Ralf Fredblad - fiol och banjo
- Mattias Hjort - dubbelbas
- Christian Kjellvander - sång, nylonsträngad gitarr
- Karla-Therese Kjellvander - bakgrundssång
- Per Nordmark - trummor[1]

## Listplaceringar
| Lista (2010) | Topplacering |
| ------------ | ------------ |
| Sverige      | 17           |